# Puchar Ameryki Północnej w narciarstwie alpejskim 2012/2013
Sezon 2012/2013 Pucharu Ameryki Północnej w narciarstwie alpejskim rozpoczął się 24 listopada 2012 roku w amerykańskim Loveland. Ostatnie zawody z tego cyklu zostały rozegrane dla mężczyzn między 16 a 17 marca 2013 roku w Calgary, zaś dla kobiet ostatnie zawody zostaną rozegrane między 14 a 18 marca 2013 roku w Squaw Valley. Zaplanowano 25 zawodów dla kobiet i 26 dla mężczyzn.

## Puchar Ameryki Północnej w narciarstwie alpejskim kobiet
Wśród kobiet Pucharu Ameryki Północnej z sezonu 2011/2012 broni amerykanka Julia Ford.

## Puchar Ameryki Północnej w narciarstwie alpejskim mężczyzn
Wśród mężczyzn Pucharu Ameryki Północnej z sezonu 2011/2012 broni Kanadyjczyk Erik Read.